# Movimento Moderno
(Ludovico Quaroni,  Progettare un edificio. Otto lezioni di architettura)
Il Movimento Moderno nella storia dell'architettura fu un periodo collocato tra le due guerre mondiali, teso al rinnovamento dei caratteri, della progettazione e dei principi dell'architettura, dell'urbanistica e del design. Ne furono protagonisti quegli architetti che improntarono i loro progetti a criteri di funzionalità ed a nuovi concetti estetici.
Tra i più importanti movimenti della storia dell'architettura, che ha influenzato più o meno direttamente tutta l'architettura e l'urbanistica del XX secolo, vengono ricordati come Maestri del Movimento Le Corbusier, Ludwig Mies van der Rohe, Walter Gropius, Frank Lloyd Wright, Alvar Aalto, Adolf Loos.
Il movimento si identificò nel momento della sua massima espressione, negli anni venti e trenta del XX secolo. Un impulso determinante al movimento fu dato dai CIAM, promossi da Le Corbusier, che erano dei congressi internazionali dove vennero elaborate molte delle teorie e principi che furono poi applicati nelle varie discipline. A questo movimento appartengono De Stijl ("Lo Stile", in lingua olandese), il Bauhaus, il Costruttivismo, il Razionalismo italiano; nel 1936 fu coniato negli USA il termine International Style, con il quale spesso viene denominato tutto il movimento.

## Antefatti
Alcuni studiosi considerano uno dei padri del Movimento Moderno William Morris, che aveva dettato i primi principi di rinnovamento dell'architettura già nel XIX secolo. Attorno al 1900 poi diversi architetti in tutto il mondo cominciarono a sviluppare nuove soluzioni architettoniche in risposta alla mutata realtà sociale e alle nuove possibilità tecnologiche, fattori che avevano avuto nella seconda parte dell'800 un notevole sviluppo. Le opere di Art Nouveau di Victor Horta a Bruxelles, la Secessione Viennese di Otto Wagner in Vienna, le nuove personali sperimentazioni architettoniche di Antoni Gaudí a Barcellona e Charles Rennie Mackintosh a Glasgow sono espressione di questo mutamento.

### Il protorazionalismo
Ancor più dell'Art Nuoveau, saranno le esperienze di architetti come Peter Behrens e Tony Garnier a porre le basi per il Movimento Moderno. Essi, nelle loro opere, rinunciarono ai grandi virtuosismi decorativi del Liberty in favore di una maggior semplicità e funzionalità.

## Caratteri del movimento moderno

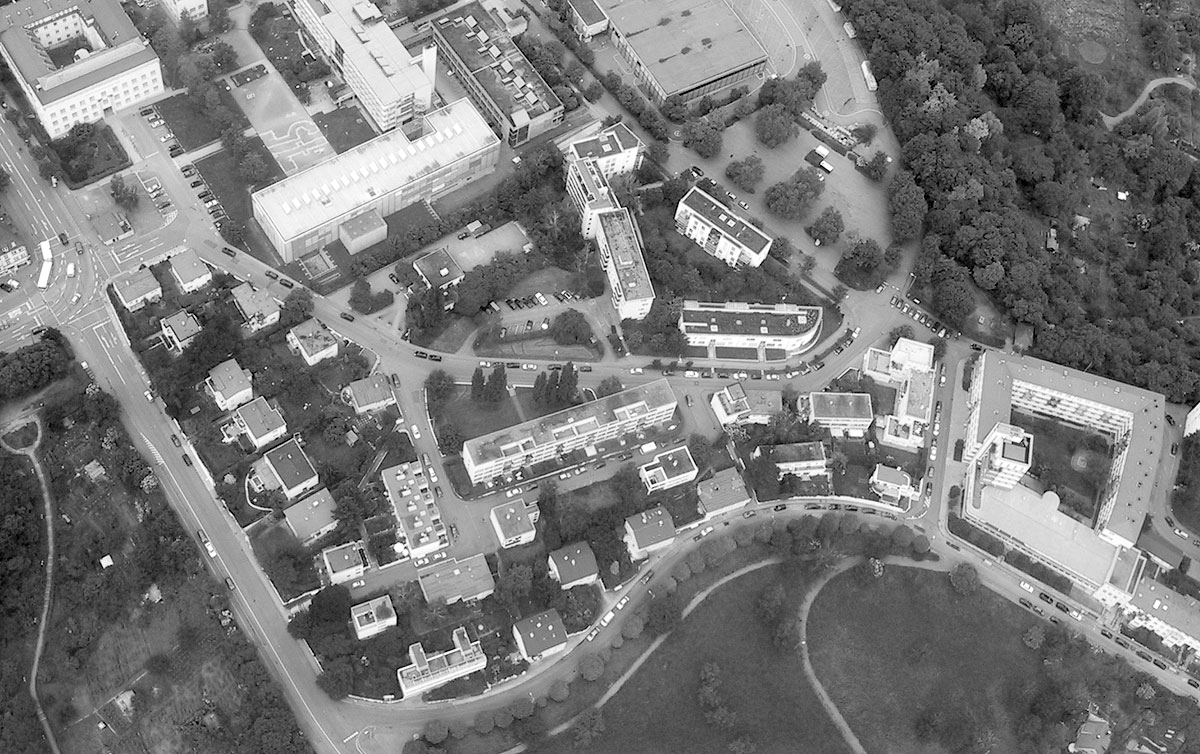
Il Weißenhofsiedlung a Stoccarda, realizzato nel 1927 per mostrare le innovazioni proposte dal Movimento moderno.

A seguito di questi incontri di lavoro si chiariscono i princìpi fondamentali del movimento e si elaborano gli scritti teorici, così Bruno Taut nel suo libro del 1929 riassume i caratteri del Movimento Moderno in questi cinque punti:
1. La prima esigenza in ogni edificio è il raggiungimento della migliore utilità possibile;
2. I materiali impiegati e il sistema costruttivo devono essere subordinati a questa esigenza primaria.
3. La bellezza consiste nel rapporto diretto tra edificio e scopo, caratteristiche dei materiali ed eleganza del sistema costruttivo.
4. L'estetica di tutto l'edificio è nel suo insieme, senza preminenza di facciate o piante o particolari architettonici. Ciò che è funzionale è anche bello.
5. Come le parti vivono nell'unità dei rapporti reciproci, così la casa vive nel rapporto con gli edifici circostanti. La casa è il prodotto di una disposizione collettiva e sociale.

Da qui nascono definizioni delle architetture che si inquadrano nel movimento:
- L'architettura razionale si rivolge in modo del tutto consapevole alla ragione dello spettatore. Deve comunicare purezza, sapere e conoscenza.
- L'architettura funzionale punta sui vantaggi funzionali, razionalmente dimostrabili, anziché sulle valutazioni del gusto e si rispecchia nella definizione di Le Corbusier della casa come macchina per abitare.
- L'architettura internazionale, che è definita così da Walter Gropius: «nell'architettura moderna è chiaramente percepibile l'oggettivazione di ciò che è personale e nazionale. Una moderna impronta unitaria, condizionata dai traffici mondiali e dalla tecnica mondiale, si fa strada in ogni ambiente culturale… fra i tre cerchi concentrici individuo, popolo, umanità - il terzo e maggiore abbraccia gli altri due; di qui il titolo architettura internazionale.»[senza fonte]

## Il movimento in Europa
Il Movimento Moderno in Europa negli anni venti, detterà canoni comuni per l'architettura universale, cioè validi a progettare in ogni luogo e ad ogni latitudine l'ambiente costruito. In questo si scontrerà con l'architettura organica di Frank Lloyd Wright, sostenitrice non di principi prestabiliti ma, invece, dell'ineludibile lettura ed interpretazione del luogo, dello spazio e del tempo. Vicino a questa corrente organica in Europa sarà Alvar Aalto. Tale contrasto, al di là delle partecipazioni anche appassionate dei protagonisti, sarà in realtà solo parziale, in quanto entrambe le tendenze faranno parte del medesimo movimento, influenzandosi e sollecitandosi a vicenda.
In questi anni le ricerche progettuali più significative possono individuarsi nel movimento de Stijl nei Paesi Bassi, nel lavoro d'avanguardia quasi sociale di Le Corbusier e nei vari apporti tedeschi, dalla tradizione industriale ed artigianale ai grandi progetti di case popolari di Francoforte e Stoccarda, alla celebre scuola del Bauhaus. Quest'ultima era una scuola d'arte, architettura e design, che ricercava l'integrazione tra il "fare" della tradizione artigianale e la moderna tecnologia industriale.
Tre figure saranno preminenti nell'architettura degli anni venti: Le Corbusier, che teorizza oltre ai "Cinque principi" di Verso un'architettura il concetto dell'Unité d'Habitation, Ludwig Mies van der Rohe e Walter Gropius in Germania che dal Bauhaus, di cui furono entrambi direttori, influenzarono con i loro progetti e le loro teorie proprie del razionalismo la scena architettonica internazionale.

### De Stijl
Il movimento De Stijl nacque nel 1917 nei Paesi Bassi con la pubblicazione dell'omonima rivista. Piet Mondrian e Theo van Doesburg nel Manifesto De Stijl, utilizzarono il termine neoplasticismo per descrivere la loro forma d'arte: astratta, essenziale e geometrica.

### Bauhaus

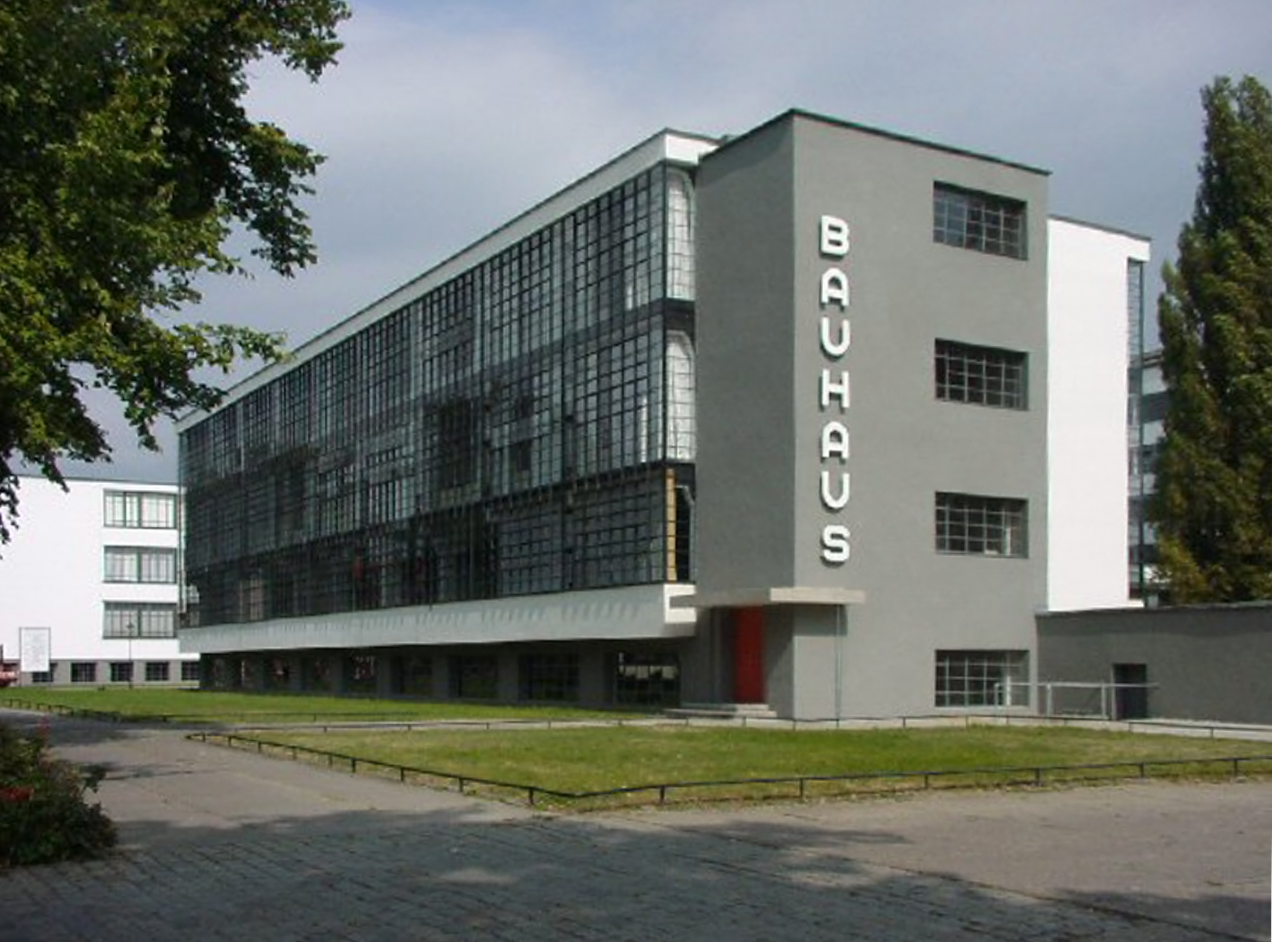
La sede del Bauhaus a Dessau di Walter Gropius, 1925

In Germania, dopo anni di sforzi per riformare l'insegnamento delle arti applicate, nel 1919 il Bauhaus statale di Weimar (Staatliche Bauhaus in Weimar) fece la sua prima comunicazione ufficiale, pubblicando il Manifesto e programma del Bauhaus statale di Weimar ed iniziò la sua attività.

### L'esposizione di Stoccarda e il Weissenhof

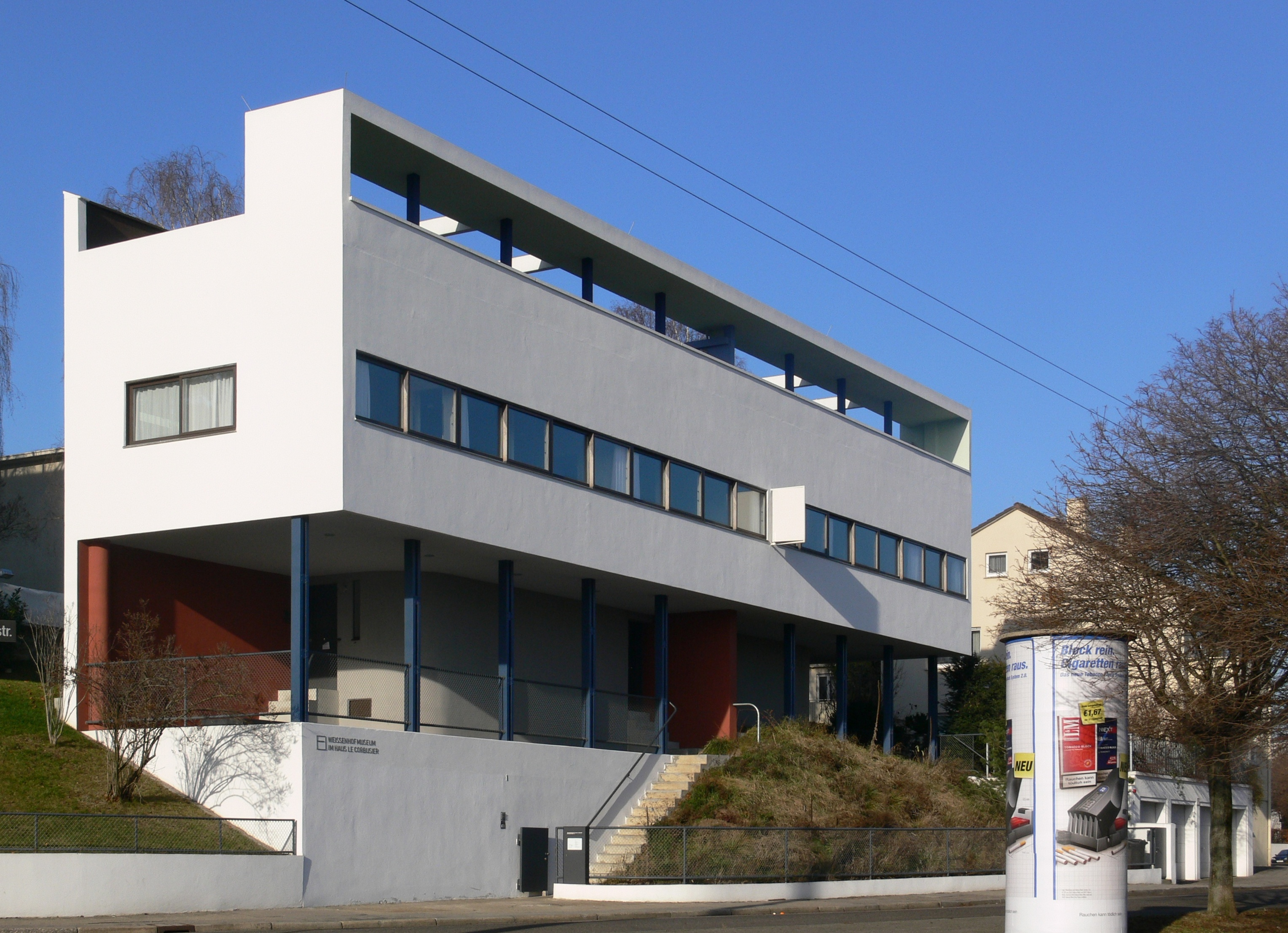
Palazzina di Le Corbusier al Weißenhofsiedlung di Stoccarda 1927

Nel 1927, con l'Esposizione di Stoccarda organizzata dal Deutscher Werkbund, l'International Style si presenta con forza in tutte le sue componenti; infatti, sotto la supervisione di Ludwig Mies van der Rohe si realizza un quartiere di abitazioni permanenti su un'altura alla periferia della città, il Weissenhof. I migliori architetti d'Europa vengono chiamati a progettare e costruire le case in questo quartiere, e sono queste tra le figure più rappresentative del movimento: oltre a Mies medesimo, vi sono i tedeschi Peter Behrens, Walter Gropius, J. Frank, R. Cocker, L. Hilberseimer, Hans Poelzig, A. Rading, Hans Scharoun, A. Scheneck, Bruno Taut, gli olandesi J.J.P. Oud, Mart Stam, lo svizzero Le Corbusier ed il Belga V. Bourgeois.
L'esposizione di Stoccarda presenta al pubblico europeo per la prima volta il Movimento Moderno in forma unitaria. Si mettono in evidenza i programmi collegiali e le tendenze comuni a incidere e progettare l'ambiente costruito fra i molti studi, che provengono da luoghi, tempi e sensibilità diverse. La manifestazione ha un grandissimo successo popolare con migliaia di visitatori che attraversano giornalmente il quartiere sperimentale.

### Razionalismo italiano

Scala elicoidale dello stadio a Firenze di Pier Luigi Nervi

In Italia dopo la prima guerra mondiale domina l'accademia e il movimento razionalista sarà condizionato, in parte, dal nuovo regime Fascista. Progettisti razionalisti come Pier Luigi Nervi e Giuseppe Terragni vengono influenzati dallo "stile Novecento" e da Piacentini, più vicino alle tesi del regime.

## Il Movimento in America

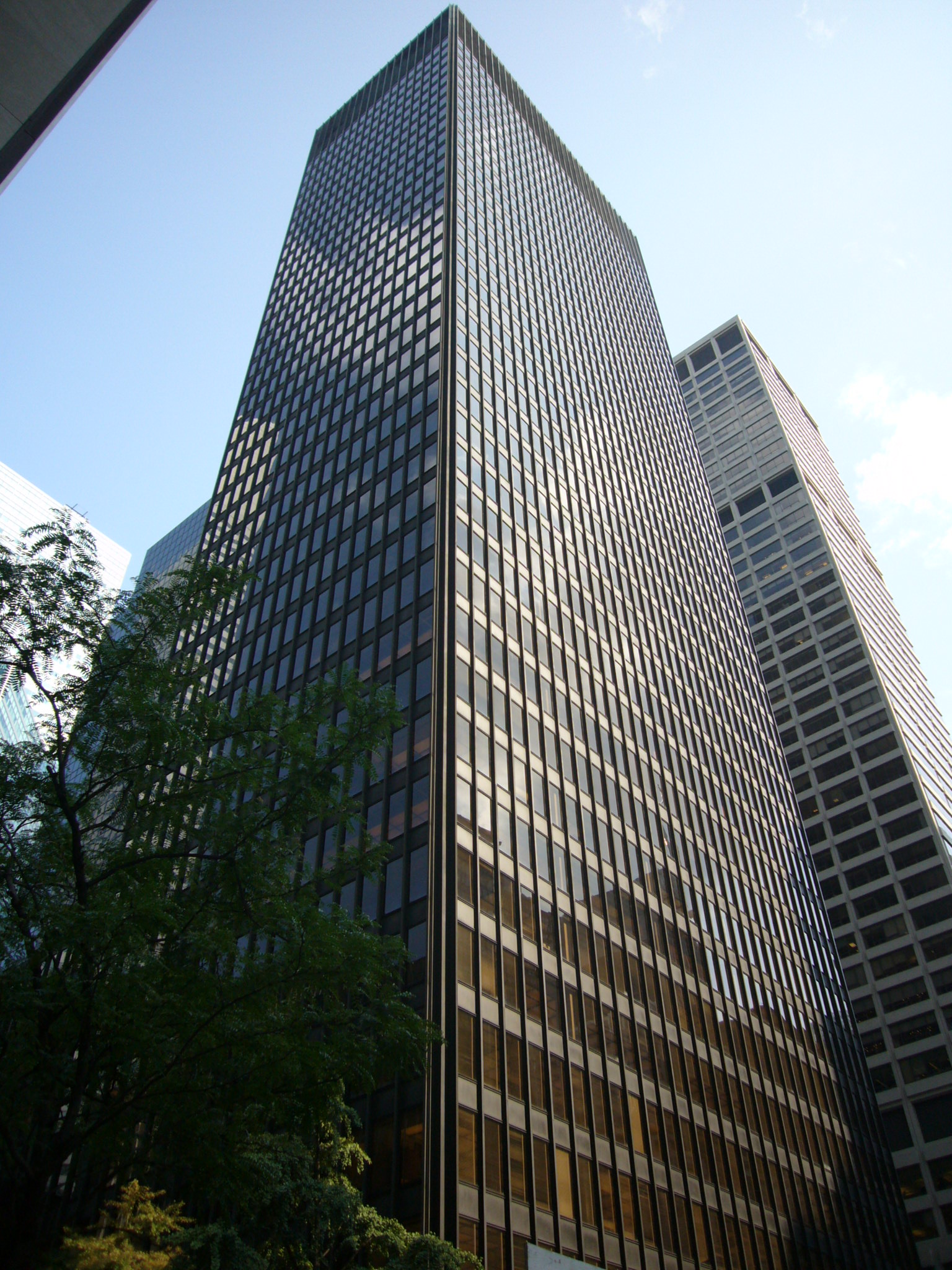
Il Seagram Building di Mies van der Rohe e Philip Johnson a New York, 1958

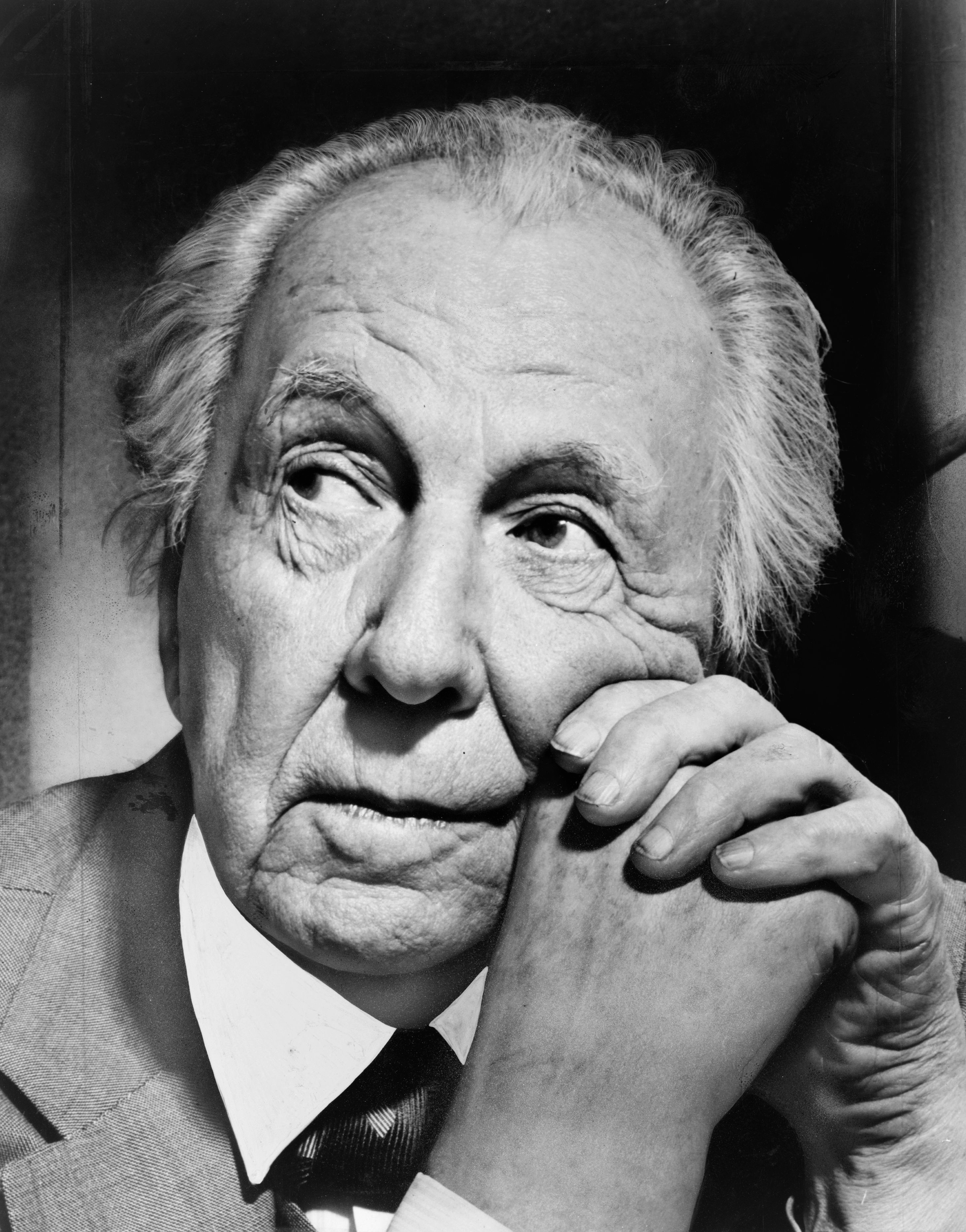
Ritratto di Frank Lloyd Wright (1954).

Negli Stati Uniti d'America il Movimento Moderno nasce con la Scuola di Chicago dove si formano per la ricostruzione della città distrutta dall'incendio del 1871 due generazioni d'ingegneri e tecnici, che realizzano per primi un nuovo tipo di costruzione il "grattacielo" (nel 1885), la cui espressione più significativa l'abbiamo nella "Reliance Building" (Burnaham & root, 1890-1895). Alla scuola appartiene Louis Sullivan (1856-1924), che è la figura più rappresentativa e che manifesta le sue teorie progettuali con scritti e non solo con le opere, (tra le maggiori è L'Auditorium di Chicago, 1887). Nel suo studio si forma Frank Lloyd Wright, che sarà l'architetto più significativo del Movimento Moderno in America. Questi rappresenterà l'avanguardia e supererà l'architettura dei suoi contemporanei guardando all'Europa anche se con la volontà sempre di distinguersi e creare uno stile "americano". La carriera di Wright sarà lunghissima, costruirà più di trecento edifici e la sua architettura organica influenzerà tre generazioni di architetti al di là ed al di qua dell'Oceano.
Di questi influssi americani sull'Europa ne avremo un primo esempio al concorso del 1922 del "Chicago Tribune", dove l'architetto finlandese Eliel Saarinen vincerà il secondo premio con una torre a gradoni, che ricorda in qualche modo la Scuola di Chicago.

### L'International Style
Nel 1932 viene organizzata da Philip Johnson al Museum of Modern Art di New York un'esposizione di una certa produzione architettonica negli USA. Il catalogo della mostra, il cui titolo è International Style, è scritto dallo stesso organizzatore assieme ad Henry Russell Hitchcock e raccoglie edifici realizzati in USA dal 1922 al 1932.
Johnson nomina, codifica, promuove, sottotitola e ridefinisce l'intero movimento e gli architetti che ne fanno parte, definendone i motivi ed i valori. Da questo lavoro nasce uno Style che trascende le identità regionali, nazionali, continentali e che diviene appunto internazionale. Essi giunsero anche ad indicare i tre principi base di questo codice-stile:
1. La concezione dell'architettura come volume, ovvero come spazio definito da piani o superfici sottili in contrasto con il senso della massa e della solidità.
2. La composizione basata sulla regolarità piuttosto che sulla simmetria e su altri tipi ovvi di equilibrio
3. Il gusto dei materiali, della perfezione tecnica e delle proporzioni in opposizione alla decorazione applicata.

Attualmente con questo termine si definisce l'intero movimento moderno e spesso sono ricompresi anche edifici realizzati nei decenni successivi agli anni '30.

### Rapporti con l'Europa
Un noto architetto europeo che arriva negli Stati Uniti nel 1923 è Richard Neutra. Questi riuscirà ad inserirsi nella realtà americana con grande successo proponendo i canoni del Movimento Moderno. Neutra è nato a Vienna, allievo di Adolf Loos, ed ha lavorato nello studio di Erich Mendelsohn. La sua produzione è varia e combina un semplice rigore tecnico di chiare strutture di metallo e di fine intonaco a effetti di luce estendendo nelle sue case lo spazio architettonico dentro il paesaggio. L'ambiente costruito di Neutra si inserisce drammaticamente in mezzo a sensazionali ambienti naturali con il chiaro intento di accostare e paragonare l'opera dell'uomo senza alterazioni alla natura.
Con l'avvento in Germania del Nazionalsocialismo negli anni trenta, avviene un rigetto da parte del governo tedesco dell'architettura moderna che si pensa sia degenerata e bolscevica. Questo significa che intere generazioni di architetti sono forzate a lasciare l'Europa. Accanto ai più famosi Walter Gropius e Marcel Breuer, che si stabiliscono alla Harvard Graduate School of Design e Ludwig Mies van der Rohe che va a Chicago, arrivano negli Stati Uniti anche altri insegnanti del Bauhaus ed altri architetti Europei. Così l'influenza della scuola tedesca si estende negli Stati Uniti e Gropius tenta di adattarla ed integrarla alle caratteristiche del mondo nuovo, come negli studi assieme a Konrad Wachsman sulla prefabbricazione delle case unifamiliari.
Ludwig Mies van der Rohe è chiamato nel 1938 a dirigere la sezione di architettura dell'Illinois Institute of Technology e nel suo programma di insegnamento si rileva immediatamente quella che sarà la filosofia della sua attività americana. Mies è alla ricerca di un rigore architettonico che il repertorio moderno sembra avere perduto in alcune delle sue superficiali realizzazioni. Da un lato ricerca nella osservazione ed applicazione dei materiali da costruzione elementari valori, dall'altro è simbolicamente alla ricerca  della sezione aurea tra gli elementi e le strutture nei suoi edifici. Così prima nel Campus dell'università Chicago del 1939, e poi nei grattacieli di cui il Seagram Building a New York del 1956 è l'apoteosi, usa l'acciaio e il vetro e studia l'unicità di espressione tra particolare costruttivo e particolare architettonico, tra ritmo e proporzione, texture e giunto degli elementi; il tutto teso alla ricerca di un'armonia come in un antico tempio greco.

## Il superamento dell'International Style

### Le cause delle crisi
Il Movimento Moderno aveva rielaborato la cultura dell'architettura e del costruire dapprima in Europa ed in America realizzando uno stile internazionale, e, dopo la Seconda guerra mondiale, anche in altri paesi, come il Giappone e il Brasile, ed in India con l'esperienza di Chandigarh di Le Corbusier. La rivoluzione del razionalismo era stata tale che si era perduto ogni vincolo sentimentale e occasionale con l'originaria struttura sociale, economica e produttiva.
Questi concetti erano ben espressi nel lavoro dell'"Unités d'Habitation"; Le Corbusier sosteneva che, per riordinare la città moderna, v'era la necessità di rovesciare la "follia della casa unifamiliare", espressione di una "emarginazione abitativa", e creare un nuovo "abitare collettivo". Il grande maestro progettava nella pratica una sua vecchia teoria, quella della macchina per abitare, che era una modificazione del concetto stesso del vivere la casa come unità abitativa facente parte di un tutto, il quartiere e la città. Le tesi erano troppo in avanti e non riuscirono ad adattarsi all'ambiente europeo. La morte dei grandi maestri poi, e la ricostruzione del secondo dopoguerra, che condusse ad un nuovo boom edilizio, portarono ad uno svuotamento dei contenuti delle forme architettoniche del Movimento Moderno, e ad una loro banalizzazione e facile sfruttamento da parte della speculazione edilizia.
Tutta questa situazione portò ad una reazione che generò nuove tendenze architettoniche contrarie ai principi del funzionalismo.

### Le esperienze nei nuovi paesi
In questo contesto di critica si ebbero le esperienze brasiliane ed anche le esperienze indiane di Le Corbusier. I progettisti di Brasilia, la nuova capitale del Brasile, Oscar Niemeyer e Lúcio Costa, usarono i canoni ed il linguaggio del razionalismo internazionale, il curtain wall (pannello), il brise soleil (frangisole), i pilotis (pilastri), che però divennero forme applicate in modo convenzionale, svuotate da un reale aggancio alle esigenze proprie di quella realtà. La città progettata ex novo appare così formalisticamente bella in astratto, simbolica ma vuota, priva della vitalità che deve essere propria dell'ambiente urbano.
Le Corbusier al contrario tenta di calarsi nell'ambiente locale, che sente decisamente diverso da quello europeo o nordamericano, di abbandonare ogni campione definito e di ricavare dalla tangibilità nativa una nuova architettura. Ci riuscirà solo in parte interpretando a suo modo alcuni simboli della tradizione Indiana, ma lasciando sulla pianura del Capitol il segno di una coraggiosa espressione del grande talento personale, isolato nel contesto della città. L'altra edilizia, infatti, realizzata a Chandigarh da altri progettisti europei o indiani, se paragonata alle opere del maestro, accentua la sua limitatezza e meccanicità nella ripetizione di alcuni temi convenzionali che dovevano essere una reinterpretazione di figure ricorrenti tradizionali. In queste opere in "cemento a vista" estremamente plastiche e fortemente espressive dell'ultimo Le Corbusier, già adottate per "Unités d'Habitation" di Marsiglia, molti intravedono il superamento del razionalismo e leggono i segni di quello che sarà il Postmodern. In Inghilterra tale modo di fare architettura e di sottolineare l'asprezza di forme e strutture oltremisura robuste, dette vita in quegli anni alla corrente architettonica definita brutalismo.

### Le nuove tendenze
Nascono negli anni sessanta in Europa ed in America, in antitesi ai principi del funzionalismo, nuove ricerche architettoniche che vogliono nel complesso superare l'eccessivo rigore del razionalismo anche se battendo strade diverse. Da citare brevemente sono:
- il neoliberty, in riferimento al lavoro di alcuni giovani architetti italiani attivi in Italia dalla metà degli anni '60. Questi architetti criticavano quanto si andava ormai stancamente ripetendo nei CIAM, dichiarando attraverso le loro opere la volontà di superare quello che era secondo loro diventata la maniera del Movimento Moderno e della sua interpretazione italiana definita razionalismo italiano.

Al neoliberty sono ascritte le prime opere di Roberto Gabetti e Aimaro Isola, Guido Canella, degli Architetti Associati (Vittorio Gregotti, Lodovico Meneghetti e Giotto Stoppino) e lo stesso Aldo Rossi con particolare attenzione a quel circolo culturale che ruotava intorno alla redazione della rivista Casabella-Continuità in quegli anni diretta da Ernesto Nathan Rogers, una delle figure più importanti della cultura architettonica italiana del Novecento.
- Le esperienze dell'architettura radicale collegate all'astratto ed all'utopico in quella inglese di Archigram di P. Cook, che propone una nuova e megastrutturale forma di spazio architettonico di città fantascientifica e quella italiana del Superstudio di A. Natalini, che è considerata da alcuni più che altro la "negazione" dell'architettura del Movimento Moderno;
- la cultura del high tech, espressione di un'architettura straordinariamente tecnologica, che traspare, interagisce con l'esterno, portatrice di messaggi metaforici, il cui esempio più significativo è il Centre Pompidou (Beaubourg) di Renzo Piano a Parigi;
- L'architettura postmoderna, che rovescia il pensiero razionalista, considerando autonoma la forma architettonica dell'ambiente costruito dalla funzione, e anche la tipologia delle architetture non espressione della forma, reclamando all'architettura la valenza simbolica della storia;
- Altri movimenti, che sono uno sviluppo dei precedenti, come il neorazionalismo, il decostruttivismo, il pluralismo moderno.

In conclusione il superamento del Movimento Moderno sembra espresso prima che da queste esperienze proprio da quei maestri, che ne erano stati i padri fondatori come il Le Corbusier sopraccitato o il Ludwig Mies van der Rohe delle ultime opere, nel quale alcuni critici hanno ravvisato in quella forma così perfetta della simmetria e del ritmo compositivo il linguaggio del neoclassicismo.